# IX Equilibrium
IX Equilibrium – trzeci album norweskiej grupy blackmetalowej Emperor, wydany 23 listopada 1999 roku. Powtórnie wydany w 2004 przez Candlelight Records i w 2006 przez Back on Black Records.

## Lista utworów
| Nr | Tytuł utworu                        | Długość |
| -- | ----------------------------------- | ------- |
| 1. | „Curse You All Men!”                | 4:41    |
| 2. | „Decrystallizing Reason”            | 6:23    |
| 3. | „An Elegy of Icaros”                | 6:39    |
| 4. | „The Source of Icon E”              | 3:43    |
| 5. | „Sworn”                             | 4:30    |
| 6. | „Nonus Aequilibrium”                | 5:49    |
| 7. | „The Warriors of Modern Death”      | 5:00    |
| 8. | „Of Blindness and Subsequent Seers” | 6:48    |
| 9. | „Outro” (utwór ukryty)              | 0:28    |
|    |                                     | 44:01   |

| Utwory dodatkowe | Utwory dodatkowe            | Utwory dodatkowe |
| Nr               | Tytuł utworu                | Długość          |
| ---------------- | --------------------------- | ---------------- |
| 1.               | „Curse You All Men!” (live) | 4:34             |
| 2.               | „Sworn” (remix Ulver)       | 5:39             |
|                  |                             | 10:13            |

## Twórcy
- Vegard "Ihsahn" Tveitan - śpiew, gitara, instrumenty klawiszowe, gitara basowa
- Tomas "Samoth" Haugen - gitara
- Trym Torson - perkusja

## Listy sprzedaży
| Lista  | Kraj      | Pozycja |
| ------ | --------- | ------- |
| Top 50 | Finlandia | 36      |